# إدارة الطلب على النقل

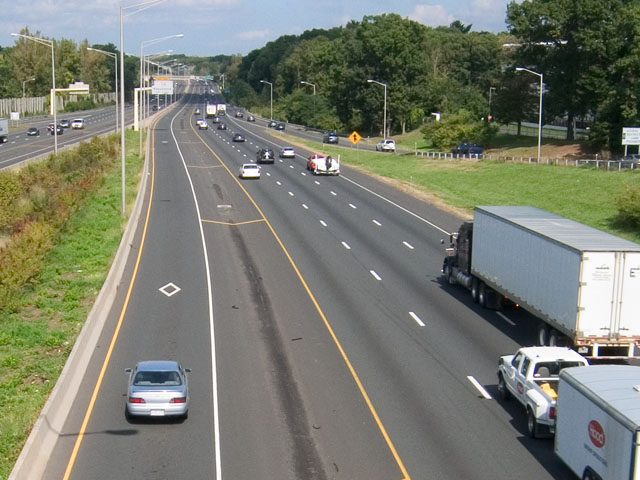

إدارة الطلب على النقل أو إدارة الطلب على السير أو إدارة الطلب على حركة المرور هي تطبيق استراتيجيات وسياسات لتقليل الطلب على النقل، أو لإعادة توزيع هذا الطلب في المكان والزمان.
إن إدارة الطلب في النقل هو كما الأمر في أي شبكة، يمكنها أن تكون بديلا بكلفة معقولة عن زيادة السعة؛ ويمكن لمدخل إدارة الطلب على النقل أيضا إعطاء نتائج بيئية أفضل وتحسين الصحة العامة وجعل المجتمعات أقوى والمدن أكثر ازدهارا؛ يذكر أن أساليب إدارة الطلب على النقل تقيم الروابط مع الحركات المجتمعية وتدعمها في السعي للنقل المستدام.
تعرف رابطة نقل المسافرين إدارة الطلب على النقل بأنها استخدام استراتيجيات لإعلام وتشجيع المسافرين لزيادة كفاءة نظام النقل إلى الحد الأعلى، مما يؤدي إلى تحسين التحركية وتخفيض الازدحام وتقليل انبعاثات المركبات.

## خلفية
تعود أصول مصطلح إدارة الطلب على النقل إلى الولايات المتحدة خلال السبعينيات والثمانينيات، ويعزى إلى التأثيرات الاقتصادية للزيادة الحادة في أسعار النفط في أزمة النفط عام 1973 وأزمة الطاقة عام 1979. فعندما بدأت تظهر الأرتال الطويلة أمام محطات الوقود، بدا من الواضح أن هناك حاجة لتقديم بديل عن وسائل النقل الفردية لتوفير الطاقة وتحسين جودة الهواء وتقليل ازدحام فترة الذروة.
استقت مفاهيم إدارة الطلب على النقل من تخطيط النقل السائد في أوروبا التي لم تكن تقوم على افتراضات تقول بأن السيارة الخاصة هي الحل الأفضل أو الوحيد للتنقل في المدن، فعلى سبيل المثال، تطلب مخطط بنية النقل الهولندي منذ السبعينيات أن يلبى الطلب على سعة إضافية للمركبة فقط «إذا كان الإسهام إلى الخدمة الاجتماعية إيجابيا»، ومنذ عام 1990 شمل هدفا واضحا وهو خفض معدل نمو حركة المركبات إلى النصف.
أيضا تبنت مدن خارج أوروبا أيضا بشكل دائم مدخلا لإدارة الطلب على النقل وتخطيط استخدام الأراضي، وأبرزها كوريتيبا في البرازيل، وبورتلاند في أوريغون في الولايات المتحدة وأرلينغتون في فرجينيا في الولايات المتحدة وفانكوفر في كندا.
وقد أدى الانخفاض والاستقرار النسبي في أسعار النفط خلال الثمانينيات والتسعينيات إلى زيادة ملحوظة في حركة المركبات، والأمر لسببين أحدهما مباشر وهو اختيار الناس للتنقل بالسيارة بأغلب الأحيان ولمسافات أطول، وغير مباشر وهو أن المدن نمت فيها مناطق سكن في الضواحي وهي بعيدة عن المتاجر وأماكن العمل، يشار إليها اليوم بالمناطق السكنية العشوائية.
إن الاتجاهات السائدة في سوق الشحن التي شملت الانتقال من الشحن عبر السفن وسكك الحديد إلى الشحن عبر الطرق بالإضافة لمتطلبات تسليم البضائع في الوقت المحدد تعني أن حركة نقل البضائع نمت أسرع من حركة المركبات العامة.
ولأن حركة المركبات كانت في ازدياد سريع منذ عام 1980 حتى عام 2000، تبع ذلك أن (مع بعض الاستثناءات) أساليب إدارة الطلب لم تطبق بشكل واسع أو ناجح خلال هذه الفترة؛ وكانت المشاريع صغيرة النطاق لتقديم بدائل عن مركبات النقل الفردية شائعة لكنها غالبا ماكانت تقاد من خارج سياق تخطيط النقل التقليدي.

وبكل الأحوال، طورت العديد من التقنيات في مجموعة أساليب إدارة الطلب خلال هذه الفترة. وقد كان البيان الأبيض للحكومة البريطانية بخصوص النقل تغيرا في الاتجاه؛ إذ صرح رئيس الوزراء توني بلير في مقدمة البيان:
«ندرك بأننا لا نستطيع ببساطة أن نبني طريق الخروج من خلال المشاكل التي نواجهها، فسيكون هذا تصرفا غير مسؤول بيئيا ولن ينجح».
وبحثت وثيقة مرافقة للبيان الأبيض اسمها «الخيارات الأذكى» إمكانية زيادة مبادرات النقل المستدامة المتفرقة والصغيرة القائمة في بريطانيا، واستنتجت أن التطبيق الشامل لهذه الأساليب قد يخفض السيارات الشخصية المتنقلة في وقت الذروة في المناطق المدنية بنسبة تزيد عن 20%.
وطرحت إدارة الطرق السريعة الفدرالية في الولايات المتحدة دراسة مشابهة أخرى عام 2004 واستنتجت أيضا أن مدخلا أكثر استباقية للطلب على النقل كان مكونا بذات أهمية إستراتيجية النقل الوطنية العامة.

## المصطلحات
أشار العاملون في النقل منذ عام 2010 أن إدارة الطلب على النقل يساء فهمها بشكل واسع ببساطة على أنها مجموعة من المبادرات المرتبطة بشكل مبهم، وأن سوء الفهم هذا يناقض الإمكانية الحقيقية لهذا المفهوم. وجد مطبقوا إدارة الطلب على النقل أن فعاليتها أعلى بكثير عندما تؤطر على شكل مدخل فلسفي يصبح عبر الزمن حجر زاوية لأنظمة النقل الحضرية المستدامة؛ ويبدو أن نموذجا جديدا في تخطيط النقل يعرف عالميا بإدارة الطلب على النقل يظهر ويشمل مفاهيم مثل «إدارة الحركة» و«إدارة النقل الفعال» ضمن إطاره الأوسع.
ومن الأمور الأساسية لتوفير نظام نقل حضري مستدام هو إدماج فلسفة إدارة الطلب على النقل ضمن تخطيط النقل الحضري، بالإضافة إلى الإدارة اليومية وتشغيل خدمات النقل والبنية التحتية. ويبدو أن إدارة الطلب على النقل قسمت بشكل كبير على شكل مجموعة من «الإجراءات المتهاونة» لتعزيز خيارات النقل المستدامة أو برامج تعزيز وتوفير إدارات وسائل النقل المشتركة. وتعني إدارة الطلب أشياء مختلفة في مجالات مختلفة، فمثلا تعني لمختصي تكنلوجيا المعلومات  تكنلوجيا جديدة لتوفير المعلومات ولمدراء التشغيل؛ وتعني أيضا التحكم بانسياب الحركة على الطرق السريعة؛ وتعني للاقتصادي تسعير النظام لإيجاد توازن مع القدرة؛ وللمسوقين تعني ترويج الحملات الإبداعية، وتبقى بالنسبة للعديد من صانعي السياسات كينونة غير مفهومة بشكل كبير.
وأصبح المفهوم مشوشا لأن كل مجال حاول قولبته بما يوافق مجموعة أدواته؛ وهذا التفكير «الاستحواذي» يمنع  سياسة التكامل التي نحتاجها لتطوير إستراتيجية حلول للنقل الحضري المستدام؛ ومازال هناك الكثير من التشويش حول ما يشمله نظام النقل المستدام. وبالتالي فمن المفيد النظر إلى المداخل المختلفة للنقل المستدام ضمن طيف من وجهات النظر، تتراوح من الاستدامة الضعيفة إلى القوية. وعموما ركزت الجهود الرامية لتناول تأثير النقل على تغير المناخ حتى الآن بشكل كبير على التكنولوجيا، ومازال تأثير هذا المدخل المقاد بالتكنولوجيا محدودا في قطاع النقل، وهناك احتمالية أن تتحول إدارة الطلب على النقل من موقع الاستدامة الضعيفة إلى القوية عن طريق الجمع بين تغيير السلوك والتطويرات التكنولوجية.
تفهم إدارة الطلب على النقل في هذا السياق باعتبارها مفهوما أوسع، ويظهر واضحا في استخدام هذا المصطلح افتراض أنه مترافق مع تطبيق للتنقل المستدام وتقديم تسعير وفق التكلفة مع إجراءات تنظيمية وبنيوية لضمان أن طيفا عريضا من التدخلات المكملة تعمل معا بفعالية لتحقيق فوائد النقل المستدام. إن مايشكل أساس هدف هذه السياسة بنظام نقل أكثر استدامة هو الفلسفة الموحدة لإدارة الطلب على النقل، وليس الإجراءات الخاصة المترافقة معها. إن فلسفة إدارة الطلب هذه توافق أن تلبية الطلب على النقل الذي لا يمكن ضبطه أمر غير عملي وأنه بسبب هذه الأمر يحتاج النظام إلى إدارة؛ ويجب أن يدار الطلب على النقل عن طريق:
- زيادة التزويد وتوفر البدائل (الأكثر استدامة)
- التحكم بالطلب لأنماط استخدام الاستدامة
- تقديم حوافز وجوائز لاعتماد عادات التنقل المستدامة
- طرح السعر وفق التكلفة على استخدام السيارة

## آراء مؤيدة
إن الحاجة لإدارة الطلب على النقل أصبح الآن أمرا ملحا لعدة أسباب متلاقية.
قطعت أسعار النفط حاليا الذروة السابقة عام 1980، و95% من كل الطاقة المستخدمة في النقل هي النفط. إن حركة المركبات التي كانت تتزايد بثبات منذ بدء التسجيل، بدأت بالاستقرار على مستوى واحد قبل زيادة أسعار الوقود وهي الآن في انخفاض؛ ويحتمل أن جزءا من هذا الانخفاض يعود إلى أن الناس يقومون برحلات أقل، مع احتمالية أكبر لتبعات اقتصادية واجتماعية بعيدة المدى. إن المدن التي تكون فيها السيارة أحد خيارات عدة للتنقل يزيد احتمال ازدهارها، لأن الناس يستطيعون أن يختاروا القيادة بدرجة أقل، ويستطيعون بنفس الوقت التنقل عبر مركبات المرور، والتحرك بأمان والمشي إلى المتاجر المحلية والمنشآت، أو يختارون العمل والدراسة من المنزل.
إن أنظمة النقل مسؤولة عن 23% من انبعاثات  غازات الدفيئة ذات العلاقة بالطاقة، وتزداد بمعدل أسرع من أي قطاع يستخدم الطاقة. وتعد إدارة الطلب على النقل مركزية لجهود تقليل انبعاثات غازات الدفيئة من وسائل النقل المدنية.
ربطت زيادة حركة المركبات بطيف من المشاكل الصحية، ومنها سوء الهواء في المناطق الحضرية وإصابات ووفيات الطرق وانخفاض النشاط الجسدي وذلك حسب تصريح منظمة الصحة العالمية عام 2003، ونحن قلقون من أن نماذج النقل الحالية التي يسود فيها النقل المعتمد على المركبات ذات تأثيرات سلبية كبيرة على الصحة. وتزداد التحديات أمام كفاءة توسيع الطرق في إدارة الازدحام المروري، فمعظم حركة المرور على الطرق الجديدة والتوسعية محدثة.
هذا وتزيد حركة النقل المستدام النامية طلب العامة للاستثمار في مدن أكثر أمنا وقابلية للحياة مع مدى أكبر من خيارات النقل.